# Бройдо, Марк Исаевич
Марк Исаевич Бройдо (Мо́рдух Ме́нделевич Бройдо; 4 октября 1877, Свенцяны, Виленская губерния — 1937, Лондон) — русский революционер, социал-демократ. Партийные псевдонимы — Яков, М. Брагин.
Окончил Петербургский технологический институт. Участник социал-демократического движения с 1900 года. С 1903 года — меньшевик, член ЦК РСДРП. В 1904 году принял участие в выступлении политических ссыльных, известном как «якутский протест». 
В 1917 году избран в Петроградский Совет, управляющий делами ВЦИК. К Октябрьской революции относился отрицательно. 
Жил в Литве с 1919 года, в Австрии с 1920 года.

## Семья
- Жена — Ева Львовна Бройдо (урождённая Хава Лейбовна Гордон, по первому мужу Эдельман; 7 октября 1876 — 15 сентября 1941), член РСДРП с 1895, с 1920 сотрудник «Социалистического вестника», нелегально приехала в Баку в ноябре 1927, арестована 22 апреля 1928[4], после серии тюремных сроков и ссылок, заключена в Орловскую тюрьму. В 1941 г. расстреляна по приговору военного трибунала[5][6]. Автор книги воспоминаний «В рядах РСДРП» (1928), печаталась в журнале «Летопись революции» (Берлин).
  - Дочь — Вера Марковна Бройдо[англ.] (1907—2004), журналистка и литератор; её муж — историк Норман Кон (их сын — рок-критик и журналист  Ник Кон[англ.], род. 1946).
  - Сын —  Даниил Маркович Бройдо[нем.] (1903—1990), инженер.
- Приёмная дочь (от первого брака жены) — Александра Абрамовна Адасинская (урождённая Эдельман, 1897—1976), работала экспертом в Комитете по делам изобретений (Москва), после расстрела мужа — бывшего политкаторжанина Антона Ипполитовича Адасинского (1888—1938) — в 1938 году выслана с дочерью Галиной в Ярославскую область (Рыбинск); позже вновь арестована, после заключения в Вятлаге находилась в ссылке.
  - Внучка — Галина Антоновна Адасинская (1921—2009), была гражданской женой находившегося с ней в заключении композитора Поля Марселя, их дочь Ольга Павловна Адасинская (1945—1990) родилась в Вятлаге[7]. Её сын (правнук М. И. Бройдо) — актёр и музыкант Антон Александрович Адасинский.